# ستيفن هنت
هو اللاعب الذي اصاب بيتر تشيك حارس مرمى ارسنال بكسر في الجمجمة بعد اصطدام قدم هنت برأس بيتر تشيك

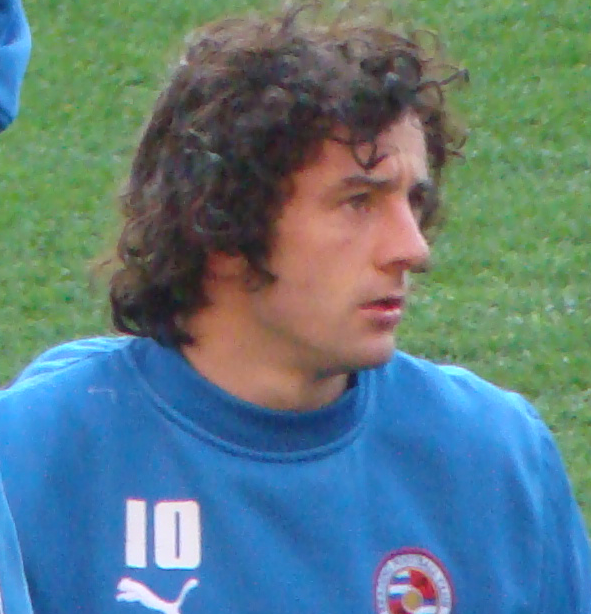
ستيفن هنت

ستيفن باتريك هنت (بالإنجليزية: Stephen Hunt)‏، من مواليد 1 أغسطس 1981 في كونتي لاويس في إيرلندا، لاعب كرة قدم إيرلندي.
بدأ مسيرته الكروية مع نادي كريستال بالاس الإنجليزي في عام 1998، ولعب معهم حتى عام 2001، وشارك معهم في 3 مباريات، وفي عام 2001 انتقل إلى نادي برينتفورد الإنجليزي، ولعب معهم حتى عام 2005، وشارك معهم في 136 مباراة وسجل 25 هدف، وفي عام 2005 انتقل ليلعب مع نادي ريدينغ الإنجليزي وشارك معهم حتى عام 2010 عندما انتقل إلى نادي وولفرهامبتون واندررز.
و قد بدأ باللعب مع منتخب إيرلندا لكرة القدم في عام 2006.

## مسيرته الكروية
لعب ستيفن هنت خلال مسيرته الاحترافية مع 7 أندية في سبعة عشر موسمًا وسجل خلالها 55 هدفًا ضمن 423 مباراة. ولم يفز بأي موسم بالكأس أو بالدوري.
خاض ستيفن هنت مسيرته مع نادي كريستال بالاس في موسم 1999–00 ولمدة موسمين، مشاركًا في 3 مباريات ولم يسجل أي هدف. ثم انتقل إلى نادي برينتفورد في موسم 2001–02 ليلعب معه أربعة مواسم، حيث شارك في 136 مباراة سجل خلالها 25 هدفًا. لينتقل بعدها إلى نادي ريدنغ في موسم 2005–06 ليلعب معه أربعة مواسم، مشاركًا في 156 مباراة سجل خلالها 17 هدفًا. ثم انتقل إلى نادي هال سيتي في موسم 2009–10 لمدة موسم واحد، مشاركًا في 27 مباراة سجل خلالها 6 أهداف. هذا وانتقل لاحقًا إلى نادي وولفرهامبتون واندررز في موسم 2010–11 واستمر معه طيلة ثلاثة مواسم، مشاركًا في 56 مباراة سجل خلالها 7 أهداف. ثم انتقل بعدها إلى نادي إيبسويتش تاون في موسم 2013–14 ولمدة موسمين، مشاركًا في 40 مباراة ولم يسجل أي هدف. ليعود وينتقل من جديد، لكن هذه المرة إلى نادي كوفنتري سيتي في موسم 2015–16 لمدة موسم واحد، مشاركًا في 5 مباريات ولم يسجل أي هدف أيضًا.

## روابط خارجية
- ستيفن هنت على موقع الاتحاد الدولي (مؤرشف)  (الإنجليزية)
- ستيفن هنت على موقع الاتحاد الأوربي (الإنجليزية)
- ستيفن هنت على موقع إي إس بي إن إف سي (الإنجليزية)
- ستيفن هنت على موقع قاعدة بيانات كرة القدم.إي يو (الإنجليزية)
- ستيفن هنت على موقع بيانات كرة القدم. دي إي (الألمانية)
- ستيفن هنت على موقع ناشيونال فوتبول تيمز (الإنجليزية)
- ستيفن هنت على موقع Soccerbase.com (لاعب) (الإنجليزية)
- ستيفن هنت على موقع Soccerway.com (الإنجليزية)
- ستيفن هنت على موقع عالم كرة القدم.نت (الإنجليزية)